# Digger (soldado)

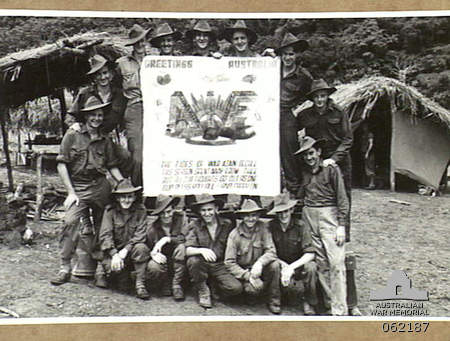
Dumpu, Nueva Guinea. 10/12/1943. Tropas de la Fuerza Imperial de Australia transmitiendo sus felicitaciones navideñas a toda la gente de su país.

Digger es un término del argot militar de Australia y Nueva Zelanda para los soldados de Australia y Nueva Zelanda. Se originó durante la Primera Guerra Mundial.

## Origen
Hay numerosas teorías sobre el origen del término. Antes de la Primera Guerra Mundial, el término "digger" fue ampliamente utilizado en Australasia en el ambiente minero, y en referencia a los gum-digger y su explotación de los árboles kauri en Nueva Zelanda provocando la deforestación en amplias zonas. El renombrado historiador militar y soldado, el capitán Cyril Longmore del 44.º Batallón de FIA (Fuerza Imperial de Australia), grabó los primeros registros de las tropas australianas haciendo prácticas en la excavación de zanjas en las llanuras de Salisbury antes de embarcarse hacia Turquía y que eran llamados diggers ("cavadores") por sus compañeros como origen del término. Otra historia sobre el origen de este término se remonta al 25 de abril del año 1915, durante la Batalla de Gallipoli. A raíz del desembarco en Gallipoli, el general Sir Ian Hamilton escribió al general William Birdwood, comandante del Cuerpo del Ejército de Australia y Nueva Zelanda (Australian and New Zealand Army Corps - (ANZAC), añadiendo un post scriptum: "P.S. -Usted tiene por delante una empresa difícil, ahora solo tiene que cavar, cavar, cavar, hasta que el área esté segura".

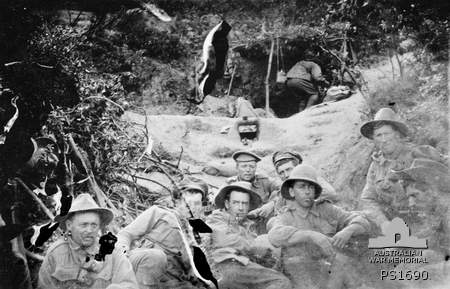
Grupo de diggers del ANZAC en un descanso.

Sin embargo, no hay evidencia para sugerir que el mensaje de Hamilton sea la razón por la cual se aplicó el término diggers para las tropas del ANZAC en general. Otra teoría se basa en el hecho de que las tropas del ANZAC fueron especialmente eficientes para cavar túneles entre sus propias trincheras y la de los enemigos y fueron considerados por ambos lados, como diggers, despectivamente por parte de los enemigos y el otro más en broma entre sus propios compañeros. El trabajo de excavación entre trincheras era un trabajo muy duro, especialmente cuando diggers de ambas partes se reunían en el túnel. Los componentes del ANZAC creían que era un cumplido el ser referidos por como diggers, ya que indicaba que eran muy buenos en un trabajo muy difícil.
W.H. Downing, en Digger Dialects (Dialectos Digger) (1919), un glosario de las palabras y frases utilizadas por el personal de Australia durante la guerra, recoge que Digger fue utilizado por primera vez en el año 1916 para referirse a un soldado de Nueva Zelanda o de Australia. Parece que se había hecho popular entre soldados de Nueva Zelanda antes de ser adoptado por los australianos. La palabra no fue de uso generalizado entre los soldados hasta 1917.

## Uso

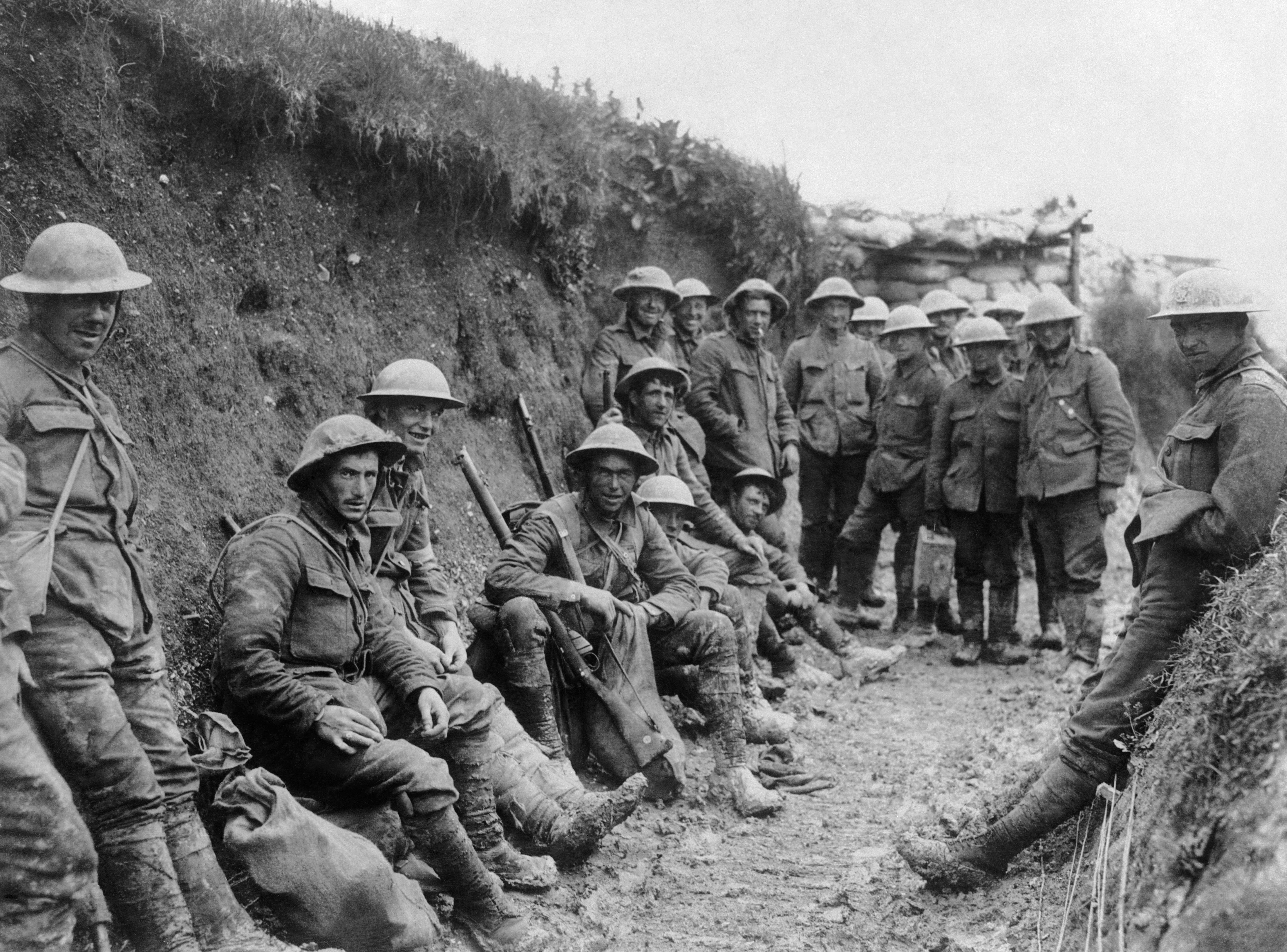
"Tommies" de los Reales Rifles del Ulster en las trincheras durante la Primera Guerra Mundial.

Mientras que los neozelandeses se llaman entre sí "digger", todas las otras nacionalidades, entre ellos los australianos, tienden a llamarlos " kiwis". El argot equivalente para un soldado británico soldado es "Tommy" de Tommy Atkins (en referencia a un soldado raso). Sin embargo mientras que los soldados del Anzacs estaban contentos de referirse a sí mismos como "diggers", los soldados británicos se resentían al ser llamados "Tommys".

## Equipo de fútbol
Entre los años 1998 y 2003 el término fue utilizado en el nombre de un equipo en la  Victorian Football League, el Bendigo Gold Club de Fútbol. Esto fue en parte en referencia a la historia de la ciudad de Bendigo, centro importante de la industria minera del oro. El equipo cambió su apodo de "Bombers"  cuando se afilió al  Essendon. En el año 2001 la Federación de Atletismo de Australi propuso usar "Diggers", como apodo del equipo australiano de atletismo. La propuesta fue retirada después de una protesta del público y la Returned and Services League of Australia (asociación de veteranos de la Fuerza de defensa de Australia).

## Lecturas recomendadas
- Australian War Memorial lista de lectura
- Ross, Jane (1985). The myth of the digger: the Australian soldier in two World Wars. Sydney: Hale & Iremonger. ISBN 0-86806-038-0.
- Laugesen, Amanda (November 2003). «Aussie Magazine and the Making of Digger Culture During the Great War». NLA News XIV (2) (National Library of Australia). Archivado desde el original el 17 de mayo de 2009.

- Datos: Q5275627